# أندريا بينيتيز
أندريا بينيتيز (بالإسبانية: Andrea Benítez)‏ مواليد 10 مايو 1986 في جغرافيا جمهورية الصين، الأرجنتين، هي لاعبة كرة مضرب أرجنتينية تلعب باليد اليمنى. أعلى تصنيف لها في الفردي كان المركز الـ 251 في سنة 2006. بلغ مجموع جوائزها المالية 85 ألف دولار. بدأت مسيرتها مسابقة رابطة محترفات التنس سنة 2006 في بطولة كولومبيا المفتوحة للتنس.

## روابط خارجية
- أندريا بينيتيز على موقع رابطة محترفات التنس (الإنجليزية)
- أندريا بينيتيز على موقع الاتحاد الدولي لكرة المضرب (الإنجليزية)